# Wereldkampioenschap voetbal 2018 (Groep H) Colombia - Japan
Dit artikel gaat over de wedstrijd in de groepsfase in groep H tussen Colombia en Japan die gespeeld werd op dinsdag 19 juni 2018 tijdens het wereldkampioenschap voetbal 2018. Het duel was de vijftiende wedstrijd van het toernooi.

## Voorafgaand aan de wedstrijd
- Colombia stond bij aanvang van het toernooi op de zestiende plaats van de FIFA-wereldranglijst.[1]
- Japan stond bij aanvang van het toernooi op de eenenzestigste plaats van de FIFA-wereldranglijst.[2]
- De confrontatie tussen de nationale elftallen van Colombia en Japan vond drie keer eerder plaats. Tweemaal won Colombia en één keer werd het gelijk.[3]
- Het duel vond plaats in de Mordovia Arena in Saransk. Dit stadion werd in 2017 geopend en heeft een capaciteit van 45.000.

## Wedstrijdgegevens[4]
| Datum                | 19 juni 2018                                                                                      | 19 juni 2018                                                                                      |
| Wedstrijdnummer      | 15                                                                                                | 15                                                                                                |
| Stadion              | Mordovia Arena, Saransk                                                                           | Mordovia Arena, Saransk                                                                           |
| Toeschouwers         | 40.842                                                                                            | 40.842                                                                                            |
| Scheidsrechter       | Damir Skomina                                                                                     | Damir Skomina                                                                                     |
| Assistenten          | Jure Prapotnik Robert Vukan                                                                       | Jure Prapotnik Robert Vukan                                                                       |
| Vierde official      | Mehdi Abid Charef                                                                                 | Mehdi Abid Charef                                                                                 |
| Videoscheidsrechters | Danny Makkelie Sander van Roekel (assistent) Bastian Dankert (assistent) Felix Zwayer (assistent) | Danny Makkelie Sander van Roekel (assistent) Bastian Dankert (assistent) Felix Zwayer (assistent) |
| Man van de wedstrijd | Yuya Osako                                                                                        | Yuya Osako                                                                                        |
|                      | Colombia                                                                                          | Japan                                                                                             |
| Doelpunten           | 1                                                                                                 | 2                                                                                                 |
| Gele kaarten         | 2                                                                                                 | 1                                                                                                 |
| Rode kaarten         | 1                                                                                                 | 0                                                                                                 |
| Wissels              | 3                                                                                                 | 3                                                                                                 |
| Schoten op doel      | 3                                                                                                 | 6                                                                                                 |
| Schoten naast doel   | 1                                                                                                 | 5                                                                                                 |
| Overtredingen        | 15                                                                                                | 9                                                                                                 |
| Hoekschoppen         | 3                                                                                                 | 6                                                                                                 |
| Buitenspel           | 2                                                                                                 | 1                                                                                                 |
| Balbezit (%)         | 39                                                                                                | 61                                                                                                |

| Colombia | 1 – 2           | Japan |
| Juan Fernando Quintero 39' | goals (assists) | 6' (pen.) Shinji Kagawa 73' Yuya Osako (Keisuke Honda) |
| José Pékerman | bondscoach      | Akira Nishino |
| David Ospina Santiago Arias Davinson Sánchez Óscar Murillo Johan Mojica Carlos Sánchez Juan Fernando Quintero 59' Jefferson Lerma Juan Cuadrado 31' Radamel Falcao José Izquierdo 70' | opstellingen    | Eiji Kawashima Hiroki Sakai Maya Yoshida Gen Shoji Yuto Nagatomo Makoto Hasebe 70' Shinji Kagawa 80' Gaku Shibasaki Genki Haraguchi 85' Yuya Osako Takashi Inui |
| Wílmar Barrios 31' James Rodríguez 59' Carlos Bacca 70' | wissels         | 70' Keisuke Honda 80' Hotaru Yamaguchi 85' Shinji Okazaki |
| Wílmar Barrios 64' James Rodríguez 86' | gele kaarten    | 90+4' Eiji Kawashima |
| Carlos Sánchez 3' | rode kaarten    | |